# Frankenstraße 12 (Stralsund)

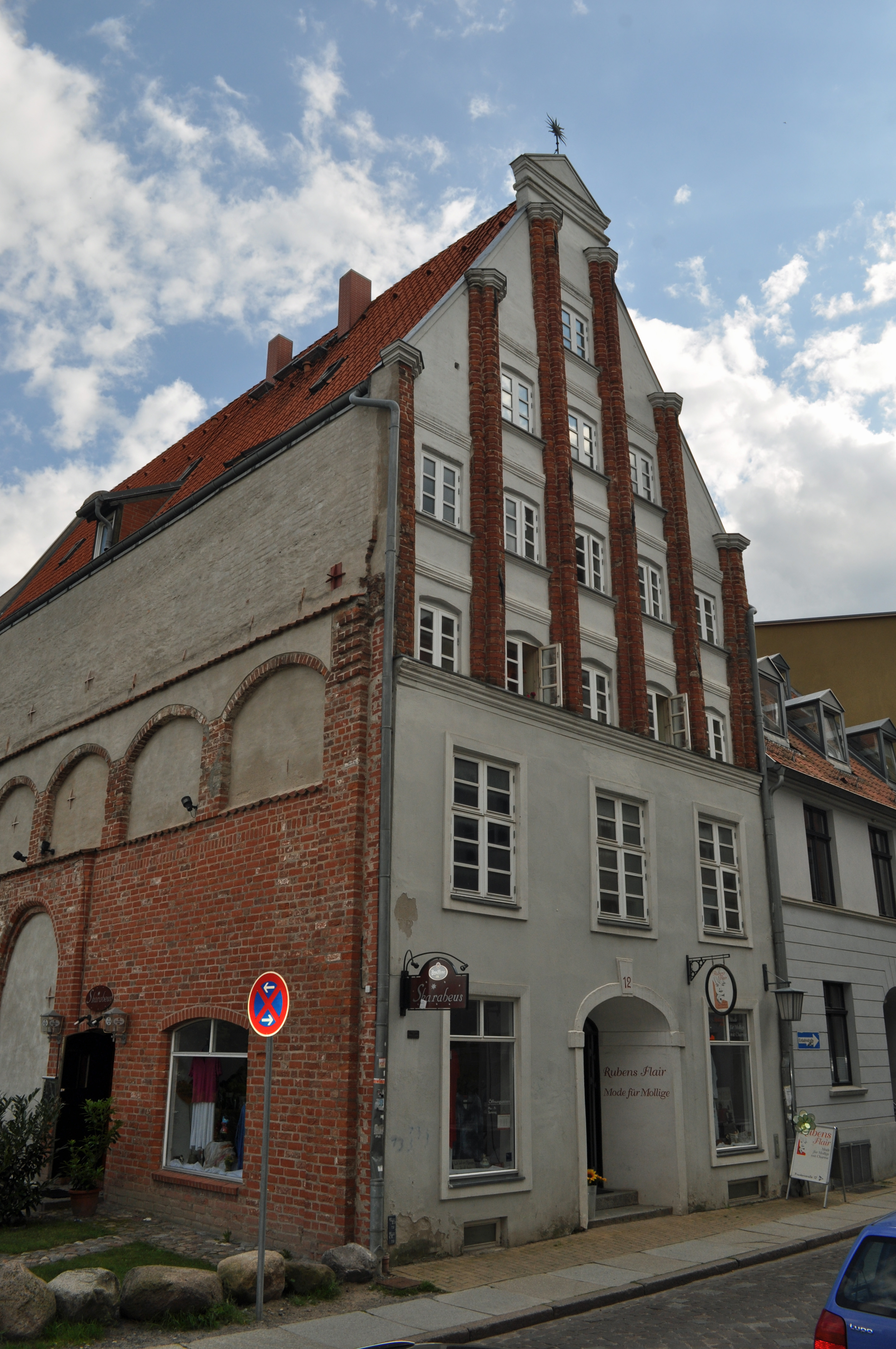
Das Haus Frankenstraße 12 Stralsund (2011)

Das Haus mit der postalischen Adresse Frankenstraße 12 ist ein unter Denkmalschutz stehendes Gebäude in der Frankenstraße in Stralsund.
Das zweigeschossige und dreiachsige Giebelhaus stammt aus der zweiten Hälfte des 15. Jahrhunderts. Es wurde als Backsteinbau mit Pfeilergiebel errichtet. Im 17. und 18. Jahrhundert wurde es umgestaltet und die Fassade bis auf die Pfeiler im Giebel verputzt.
Zur Hofseite besitzt das Haus einen blendengegliederten Giebel. Durch den Abbruch des östlichen Nachbarhauses ist an der Seite des Gebäudes eine Brandmauer mit geschossweise angeordneten Blenden sichtbar.
Der Hof des Gebäudes beherbergt die 1894 errichtete Kapelle der Apostolischen Kirchgemeinde.
Das Haus liegt im Kerngebiet des von der UNESCO als Weltkulturerbe anerkannten Stadtgebietes des Kulturgutes „Historische Altstädte Stralsund und Wismar“. In die Liste der Baudenkmale in Stralsund aus dem Jahr 1997 ist es mit der Nummer 219 eingetragen.